# Analetris eximia
Analetris eximia är en dagsländeart som beskrevs av Edmunds 1972. Analetris eximia ingår i släktet Analetris och familjen Acanthametropodidae. Inga underarter finns listade i Catalogue of Life.